# Ильясов, Станислав Валентинович
Станислав Валентинович Ильясов (24 июля 1953, Кизляр) — государственный деятель, техник и изобретатель, доктор технических наук, действительный член Российской инженерной академии и Российской академии сельскохозяйственных наук, академик Российской строительной академии. Бывший руководитель Федерального агентства по рыболовству (март 2004 г. - май 2007 г.), бывший министр РФ по вопросам развития Чечни (в 2002-2004 гг.), премьер-министр Чечни в 2001-2002 гг., входил в ближайшее политическое окружение Анатолия Чубайса в 1997-2007 годах.

## Биография
Родился 24 июля 1953 г. в г. Кизляр Дагестанской АССР.
Имеет смешанное русско-ногайское происхождение. Отец - Валентин Ильясов , уроженец станицы Ессентукской , Предгорного района , Ставропольского края. Мать - Галина Ильясова , родилась в селе Ачикулак Нефтекумского района Ставрополья .
Окончил Ленинградский электротехнический институт по специальности "инженер электросвязи",  там же окончил аспирантуру и стал кандидатом технических наук, в 1995 году в Москве защитил диссертацию доктора технических наук.
Прошел службу в Советской Армии (1972-1974).
С 1975 г. работал мастером, старшим мастером, заместителем директора Затеречного предприятия электросетей в г. Кизляре,
После защиты кандидатской диссертации возвращается в Дагестан, переводится в Махачкалу и начинает работать в системе "Дагэнерго". Занимал должности начальника кизлярского отделения «Энергонадзора», далее - начальника энергонадзора Дагестанского энергетического управления - "Дагэнерго".
С 1987 г. - заместитель председателя, затем - председатель исполкома Кизлярского городского Совета народных депутатов.
Параллельно, с 1988 по 1993 г. — генеральный директор ремонтно-строительного предприятия "Спецэнергоремонт" (г. Махачкала).
В 1993-1994 - генеральный директор южных межсистемных энергосетей Объединенной энергосистемы "Южэнерго" (энергосистемы Северного Кавказа) в составе РАО "ЕЭС России" (г. Пятигорск).
В 1994-1995 гг. - заместитель генерального директора, в 1995-1997 гг. - генеральный директор Объединенной энергосистемы Северного Кавказа "Южэнерго". Заместителем Ильясова - главой Представительства РАО "ЕЭС России" при  "Южэнерго" в тот период, в 1995-1997 гг. работал Ильенко Владимир Васильевич, 1950 года рождения, уроженец Грозного, являвшийся фактическим "смотрящим" в Пятигорске от Чубайса.
В 1995 году защитил диссертацию доктора технических наук на тему: "Повышение эффективности смесительных тепломассообменных процессов и аппаратов (На примере пищевых и биотехнологических производств)".
Май-август 1997 г. - генеральный директор ЗАО "Энергопереток", с того времени также являлся вице-президентом РАО "ЕЭС России".
В тот же период, 4 апреля 1997 года приобрел 9-комнатную квартиру в Москве (на территории Романова переулка, дом 3). 
С августа 1997 г. - заместитель председателя, с октября 1997 г. - председатель правительства Ставропольского края, был освобожден от этой должности в июле 1999 г.
В 1999-2000 - первый заместитель президента корпорации "Единый электроэнергетический комплекс РФ"; в декабре 1999 г. баллотировался кандидатом в депутаты Государственной Думы РФ третьего созыва.
В декабре 2000 г., временно покинув административную должность, баллотировался на пост губернатора Ставропольского края (при поддержке СПС и "Единства"), в первом туре 3 декабря получил 18,93% голосов избирателей, участвовавших в голосовании и занял второе место среди 13 кандидатов, во втором туре выборов 17 декабря 2000 г. набрал 36,33% голосов и уступил победу действовавшему губернатору А.Черногорову (56,57% голосов).
До января 2001 года - первый заместитель президента Корпорации "Единый электроэнергетический комплекс Российской Федерации".
19 января 2001 г. Станислав Ильясов официально назначен председателем правительства, и по совместительству - заместителем главы администрации  Чеченской Республики. Кандидатуру его, по имеющейся информации, лоббировал полномочный представитель президента в Южном федеральном округе Виктор Казанцев, писала газета "Сегодня" 20 января 2001 года. 
По другим данным, кандидатуру Илясова лоббировали также федеральный министр по Чечне Владимир Елагин, начальник Генерального штаба Анатолий Квашнин и премьер-министр России Михаил Касьянов. 
Ильясов привел в правительство Чечни своих людей, среди них:
- Алексенцев Виктор Андреевич - заместитель Председателя Правительства Чеченской   Республики - руководитель аппарата Правительства Чеченской Республики, до 2000 года работал в подчинении Ильясова в .Пятигорске, с ним и переехал в Чечню (с января 2001 г. по август 2002 г. работал в Чечне, далее с 2002 по 2004 гг. — председатель Правительства Республики Ингушетия);
- Дороговцов Денис Васильевич - помощник заместителя Главы Администрации Чеченской Республики-Председателя Правительства ЧР (позже известен, как директор АО "Садово–парковое хозяйство "Фрунзенское" в Санкт-Петербурге до 2019 года); 
- Эм Юрий Павлович - заместитель Председателя Правительства Чеченской Республики;
- Жидков Олег Михайлович - глава администрации города Грозного (заменил Беслана Гантамирова).
- Логинов Максим Васильевич - начальник правового управления Правительства Чеченской Республики (позже работал бизнесменом в Ставрополе);
- Черепанов Алексей Алексеевич - начальник управления государственной службы, кадров и наград Правительства Чеченской Республики.
Именно Ильясов настоял на переводе правительства Чечни из Гудермеса в новое здание в центре Грозного в апреле-мае 2001 года.
Первое покушение на Ильясова совершено 3 сентября 2001 года, когда в Грозном в одном из помещений Дома правительства Чечни взорвано около 400 г тротила. Этот взрыв прогремел в женском туалете Дома правительства 3 сентября в тот момент, когда на втором этаже здания шло совещания правительства Чечни под председательством Ахмада Кадырова и Станислава Ильясова. Взрыв произошел в туалете на втором этаже прямо под залом заседания и в непосредственной близости с кабинетом заместителя председателя правительства Чеченской республики Юрия Эма. Следствие установило, что бомбу в здание пронесла погибшая уборщица — 27-летняя Хижан Орзиева, мать двоих детей.
18 октября 2001 г. глава администрации Чечни Кадыров упразднил аппараты администрации и правительства республики и создал на их основе новую структуру управления, подчиненную лично ему. Это значительно ограничило власть Ильясова, который назвал действия Кадырова провокацией. (Коммерсант, 19 октября 2001 г.)
30 апреля 2002 г. на пресс-конференции в Москве Ильясов заявил, что до возвращения в Чечню беженцев и принятия конституции проводить выборы в Чеченской республике преждевременно. (РИА Новости, 30 апреля 2002)
15 августа 2002 г. в Цюрихе состоялась встреча Ивана Рыбкина, незадолго до того обратившегося к Путину с призывом сесть за стол переговоров с Масхадовым, и Ахмеда Закаева. Обе стороны констатировали необходимость немедленного прекращения кровопролития и начала мирных переговоров без предварительных условий. Ильясов заявил, что относится к встрече отрицательно, так как на переговоры Рыбкина никто не уполномачивал. (NTVRU.com, 15 августа 2002)
В июне 2002 г. обострились отношения между Ильясовым и руководителем аппарата главы администрации Чечни Яковом Сергуниным, который обвинил Ильясова в авторитарном стиле руководства (Известия, 18 июня 2002). В свою очередь, Ильясов назвал Сергунина авантюристом.
В итоге, по распоряжениям Ахмада Кадырова вследствие конфликта отстраняется и Сергунин в августе 2002 года, и Ильясов в ноябре 2002 года. Ильясова на указанной должности заменил Бабич Михаил Викторович. 
Однако Ильясов, несмотря на негативное отношение к нему Кадырова, наоборот идет на "повышение" в Москву. Данному карьерному росту способствует покровительство Ильясову со стороны Анатолия Чубайса.
Обозреватель Алексей Мухин назвал другую причину перемещения Ильясова из Грозного в Москву:
"Кадыров фактически упразднил аппараты администрации и правительства республики и создал на их основе новую структуру управления, подчиненную лично ему . В результате Ильясов был перемещен со своего поста на повышение". (Федеральная и региональная элита России 2005; Кто есть кто в политике и экономике . Ежегодный биографический справочник / Гл . ред . - сост . А. А. Мухин . М., 2006, с. 279).
6 ноября 2002 г. был назначен Министром РФ по координации деятельности федеральных органов исполнительной власти по социально‑экономическому развитию Чеченской республики.  Параллельно, назначается 26 декабря 2002 г. председателем Правительственной комиссии по вопросам восстановления социальной сферы и экономики Чеченской Республики.
После такого назначения уже на следующий день, 27 декабря 2002 г. Ильясов проводил с властями Чечни совещание, во время которого терроритические группировки осуществили атаку смертников. Взрыв у Дома Правительства Чечни, возможно, направляли именно против Ильясова, но последний в тот момент с участниками совещания, проводившегося в условиях консирации, находился в близлежащем подземном помещении, в связи с чем не пострадал.
С марта 2003 года — председатель Межведомственной комиссии по подготовке предложений об оказании государственной помощи гражданам в связи с утратой жилья и (или) имущества в ходе разрешения кризиса в Чеченской Республике. В сентябре 2003 г. Ильясов, выступая в качестве свидетеля на суде в Лондоне по делу эмиссара чеченских боевиков Ахмеда Закаева , заявил: «Если за ним нет никакой вины, пусть обращается – его амнистируют. Я как министр помогу, чем смогу.» (Газета. Ru, 10 сентября 2003).
24 февраля 2004 г. Указом Президента РФ был отправлен в отставку с поста министра в составе правительства М.Касьянова, а сама должность министра по вопросам Чечни ликвидирована.
25 марта 2004 г. в правительстве Фрадкова был назначен руководителем Федерального агентства по рыболовству, подведомственного Министерству сельского хозяйства РФ.
Распоряжением Правительства РФ от 24 мая 2007 г. освобожден от этой должности "в связи с переходом на другую работу".
Занимается предпринимательством, возглавлял строительную компанию "Интерсервис" в Москве до юридической ликвидации последней 4 марта 2007 года, до 2006 года имел фирму "Блик и Д" в Ессентуках. Также преподает в вузах в Москве.

## Награды
- Орден Почёта (21 ноября 2002) — за заслуги в укреплении российской государственности, восстановление социальной и экономической сферы Чеченской Республики[3]
- Благодарность Президента Российской Федерации (4 июля 2003) — за активное участие в подготовке и проведении референдума в Чеченской Республике